# Genovska ciklona
Genovska ciklona je ciklona koji nastaje južno od Alpa, nad Genovskim zaljevom u Ligurskom moru ili dolinom rijeke Pad u sjevernoj Italiji ili nad sjevernim Jadranom. Spada u skupinu Vb ciklona koje se rijetko javljaju, u prosjeku 2,3 puta godišnje. Ima velik utjecaj na vremenske prilike u cijelom Jadranu i najčešće donosi pogoršanje vremena.